# Jogos Sesi do Trabalhador
Jogos Sesi do Trabalhador, também conhecidos por Jogos das Indústrias, é um evento multidesportivo organizado pelo SESI, que foram criados com o objetivo de estimular a melhoria da qualidade de vida dos trabalhadores e a integração entre empresas por meio do esporte. Em 2017, os jogos completaram 70 anos.
Entre as modalidades presentes estão futebol, tênis, tênis de mesa, xadrez, atletismo, natação, vôlei de quadra e de praia, e basquete.

## História
Os primeiros Jogos Desportivos Operários foram realizados entre 1º e 4 de maio de 1947, no Estádio do Pacaembu, em São Paulo, e foi promovido pela Subdivisão de Assistência aos Esportes e Educação Física, da Divisão de Educação Social, na época.
Na primeira edição houve a participação de 2,5 mil atletas industriários, disputando três modalidades: futebol, basquete e vôlei. Cada empresa concorria com seu próprio nome.
Mais tarde, os evento ainda receberia os nomes de Jogos Operários do SESI e Jogos Industriários do SESI (JOIS), até que em 2010 passou a ser intitulado de Jogos SESI do Trabalhador.

## Modalidades Desportivas
Em 2017, foram disputadas as seguintes modalidades:
| Categoria             | Desporto |
| --------------------- | --- |
| Esportes Coletivos    | - basquete - futebol - futebol society adulto e máster - futsal - vôlei de praia - vôlei - tênis de campo.               |
| Esportes Individuais  | - Atletismo - Natação - tênis de mesa - xadrez (rápido e pensado).                                                       |
| Modalidades Culturais | - Concurso Música – Interpretação - Concurso de Contos e de Poesia - Concurso de Fotografia - Concurso de Dança de Salão |